# 牌楼镇 (荆门市)
牌楼镇，是中华人民共和国湖北省荆门市东宝区下辖的一个乡镇级行政单位。

## 行政区划
牌楼镇下辖以下地区：
东门社区、新生村、来龙村、泗水桥村、杨冲村、江湾村、城山村、牌楼村、长兴村、长岗村、花竹村、荆钟村、荆东村、革集村、冯庙村和荣星村。